# Banda degli squartatori
Con banda degli squartatori o squartatori di Chicago ci si riferisce a una setta satanica nonché gruppo criminale organizzato composto dai serial killer, cannibali, stupratori e necrofili Robin Gecht, Edward Spreitzer e i fratelli Andrew e Thomas Kokoraleis.  Furono sospettati della scomparsa di 18 donne in Illinois tra il 1981 e il 1982.

## Omicidi
La prima vittima della banda fu la ventottenne Linda Sutton, rapita il 23 maggio 1981. Dieci giorni dopo, il suo cadavere venne ritrovato in un campo a Villa Park, Illinois. Il suo corpo era stato mutilato e il seno sinistro amputato. Passò quasi un anno prima che la banda colpisse di nuovo. Il 15 maggio 1982, rapirono Lorraine Borowski, proprio mentre stava per aprire l'ufficio dell'agenzia immobiliare dove lavorava. Il suo corpo venne scoperto cinque mesi dopo, in un cimitero a Clarendon Hills.
Il 29 maggio fu rapita Shui Mak da Hanover Park, un villaggio a nord-ovest di Villa Park. Il suo corpo non fu ritrovato per quattro mesi. Due settimane dopo aver rapito Mak, caricarono Angel York nel loro furgone, la ammanettarono e le tagliarono il seno prima di buttarla fuori dal furgone, ancora viva. La descrizione di York dei suoi aggressori non produsse alcun indizio.
La banda non ha colpito più per due mesi. Il 28 agosto 1982, il corpo di Sandra Delaware fu scoperto sulla riva del fiume Chicago. Era stata pugnalata, strangolata e il suo seno sinistro era stato amputato. L'8 settembre, la 31enne Rose Davis fu ritrovata in un vicolo, dopo aver subito ferite quasi identiche a quelle della Delaware.
Un mese dopo, la banda commise il suo ultimo crimine. La loro vittima, Beverley Washington, venne ritrovata su un binario ferroviario il 6 dicembre. Oltre ad altre lesioni, il suo seno sinistro era stato amputato e il suo seno destro era stato gravemente tagliato. Sopravvisse all'attacco e fu in grado di fornire descrizioni dei suoi aggressori e del furgone che avevano usato per rapirla.
Gli uomini erano sospettati della scomparsa di Carole Pappas, moglie del lanciatore dei Chicago Cubs, Milt Pappas. Scomparsa l'11 settembre 1982, il suo corpo fu recuperato solo cinque anni dopo e la morte fu stabilita come incidente.

## Arresti e condanne
Quando Gecht fu arrestato per la prima volta, dovette essere rilasciato perché la polizia aveva poche prove che lo collegassero ai crimini. Dopo ulteriori indagini, però, la polizia scoprì che nel 1981 aveva affittato una stanza in un motel insieme a tre amici, ciascuno con stanze comunicanti. Il direttore dell'hotel disse che avevano organizzato feste rumorose e sembravano essere coinvolti in una sorta di culto. La polizia rintracciò quindi gli altri uomini, Edward Spreitzer e i fratelli Kokoraleis. Quando fu interrogato, Thomas Kokoraleis confessò che lui e gli altri avevano riportato le donne a casa di Gecht – quella che Gecht chiamava una "cappella satanica"–. Là avevano violentato e torturato le donne e amputato i loro seni con una garrota metallica. Kokoraleis ha continuato dicendo che avrebbero mangiato parti del seno mozzato come una specie di sacramento e che Gecht si sarebbe masturbato nel seno prima di metterlo in una scatola. Kokoraleis affermò di aver visto una volta 15 seni nella scatola.
I fratelli Kokoraleis e Spreitzer confessarono i loro crimini, mentre Gecht si dichiarò sempre innocente. Dopo una serie di processi, Thomas Kokoraleis è stato condannato per omicidio, ma solo all'ergastolo come ricompensa per la sua confessione iniziale. La sua condanna a vita è stata poi commutata e il suo rilascio era previsto per il 30 settembre 2017, ma condizionale venne inizialmente negata dai funzionari dell'Illinois. È stato infine rilasciato sulla parola la mattina del 29 marzo 2019.
Gecht sta scontando 120 anni nel Menard Correctional Center per il tentato omicidio e lo stupro di Beverly Washington e potrà beneficiare della libertà condizionale nel 2042. Andrew Kokoraleis è stato condannato a morte ed è stato giustiziato con iniezione letale il 17 marzo 1999.
Edward Spreitzer è stato condannato a morte, ma la sentenza è stata commutata nel 2003 dal governatore George H. Ryan, che commutò tutte le condanne a morte in Illinois in ergastoli con un provvedimento. Per inciso, quella di Andrew Kokoraleis è stata l'unica esecuzione effettuata sotto il governatore Ryan, a poco più di due mesi dall'inizio della sua amministrazione. Kokoraleis è stato anche l'ultimo detenuto giustiziato in Illinois, quasi 12 anni prima che il governatore Pat Quinn firmasse la legge per abolire la pena di morte il 9 marzo 2011 e commutasse 15 condanne a morte in ergastolo senza condizionale.
I fratelli Kokoraleis erano greco-ortodossi . La Chiesa ortodossa ha tentato senza successo di impedire l'esecuzione di Andrew Kokoraleis. Demetrios Kantzavelos, a quel tempo cancelliere (poi vescovo) della metropoli greco-ortodossa di Chicago, divenne un attivista contro la pena di morte a seguito dell'esecuzione e contribuì a fare pressioni a favore della fine della pena di morte nello stato.
Thomas Kokoraleis venne rilasciato dal carcere nel marzo 2019 dopo aver scontato metà della sua pena di 70 anni. Al 30 giugno 2019, Kokoraleis vive presso Wayside Cross Ministries a 215 E. New York St. ad Aurora, Illinois..